# Juho Pirttijoki
Juho Pirttijoki (sinh ngày 30 tháng 7 năm 1996) là một cầu thủ bóng đá người Phần Lan thi đấu cho GIF Sundsvall ở vị trí hậu vệ.

## Sự nghiệp
Pirttijoki từng thi đấu cho Haka, Hämeenlinna và HIFK.